# Garryduff Bird
Der Garryduff Bird wurde im Jahre 1946 von M. J. O’Kelly während der Ausgrabung des Ringforts bei Garryduff (irisch An Garraí Dubh), 35 km nordöstlich der Stadt Cork im County Cork in Irland gefunden.
Der nur 16 mm große, spiralförmig verzierte Vogel aus Goldblech stammt nach den stratigraphischen und kunsthistorischen Merkmalen etwa aus dem Jahre 650 n. Chr. und wurde während oder kurz nach der Fertigstellung des Erdwerks am Fundplatz deponiert. Seine Form, mit dem gedrehten Schwanz, lässt wenig Zweifel daran aufkommen, dass es sich um einen Zaunkönig handelt.
Spiralförmige Ornamente sind in Irland seit der Jungsteinzeit bekannt und erscheinen in der Eisenzeit erneut. Die Spiralen auf dem Garryduff Vogel erinnern an La-Tène-Zeitliche Entwürfe des 9. Jahrhunderts v. Chr. Dass der Vogel eine einheimische Arbeit ist, scheinen Vergleiche mit den Spiralen auf dem Kelch von Ardagh und dem Reliquiar von Monymusk zu belegen. Der Vogel zeigt aber auch andere Einflüsse, die Irland während des frühen Mittelalters erreichten. Die Filigrantechnik ist angelsächsisch, während seine Form in Frankreich bzw. bei Vögeln aus dem ostmediterranen Raum zu finden ist.
Der Vogel ist im Museum von Cork ausgestellt.